# El cazador negro
El cazador negro o El lacayo de los perros es una pintura realizada en 1871 por el pintor francés Jean-Léon Gérôme. Esta pintura al óleo sobre lienzo es en formato vertical y mide 33 × 25 cm. Representa a un joven soldado negro con sus perros dispuestos para la caza en medio de la naturaleza. Es parte de una colección privada.
Se trata de un retrato de cuerpo entero en el estilo orientalista preferido por el artista. Representa a un basi-bozuk (soldado irregular al servicio del Imperio Otomano) rodeado de seis perros de caza en el centro de una exuberante vegetación de oasis.
El joven cazador viste pantalones sarouel rojos con polainas de cuero marrón. Va descalzo. Lleva una chaqueta rosa bordada con motivos grises de calidad, la vuelta de las mangas en los puños está decorada con motivos florales y debajo asoma una camisa de lino blanco. Tiene un cinturón de tela verde a rayas alrededor del estómago y encima porta una espada y una pistola unidas a su cintura por otra faja de tela naranja. Su cabeza está cubierta con un turbante flojo que cae sobre su espalda.
La firma del artista se encuentra en la parte inferior derecha, en la hierba.
La figura del basi-bozuk es recurrente en las obras de Gérôme entre 1865 y 1875. Lo convirtió en un símbolo de fuerza masculina y de exotismo que el público francés y americano apreciaba. Pintó Basi-bozuk bebiendo en 1865, Basi-bozuk bailando en 1876...

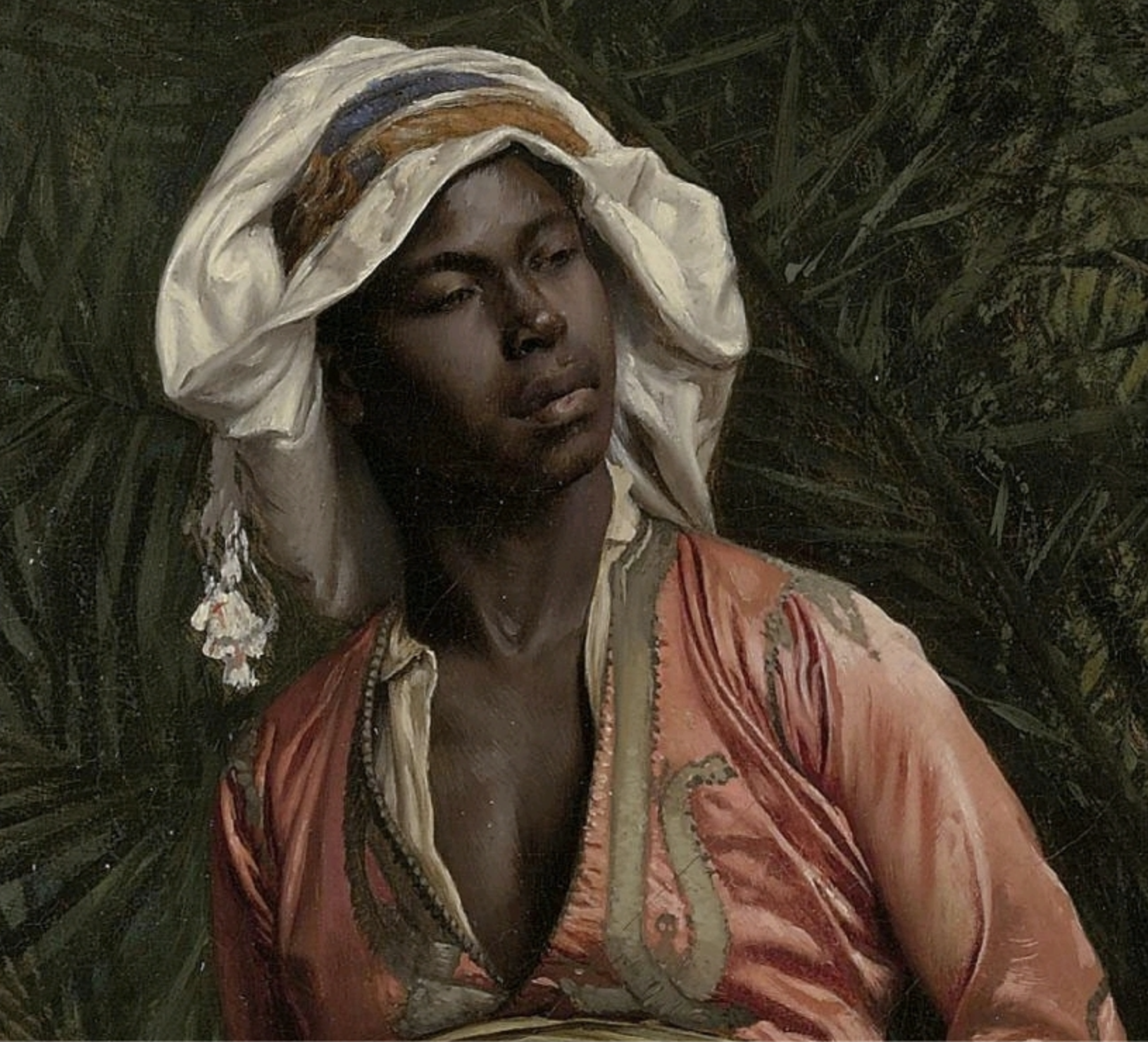
Detalle del cazador.
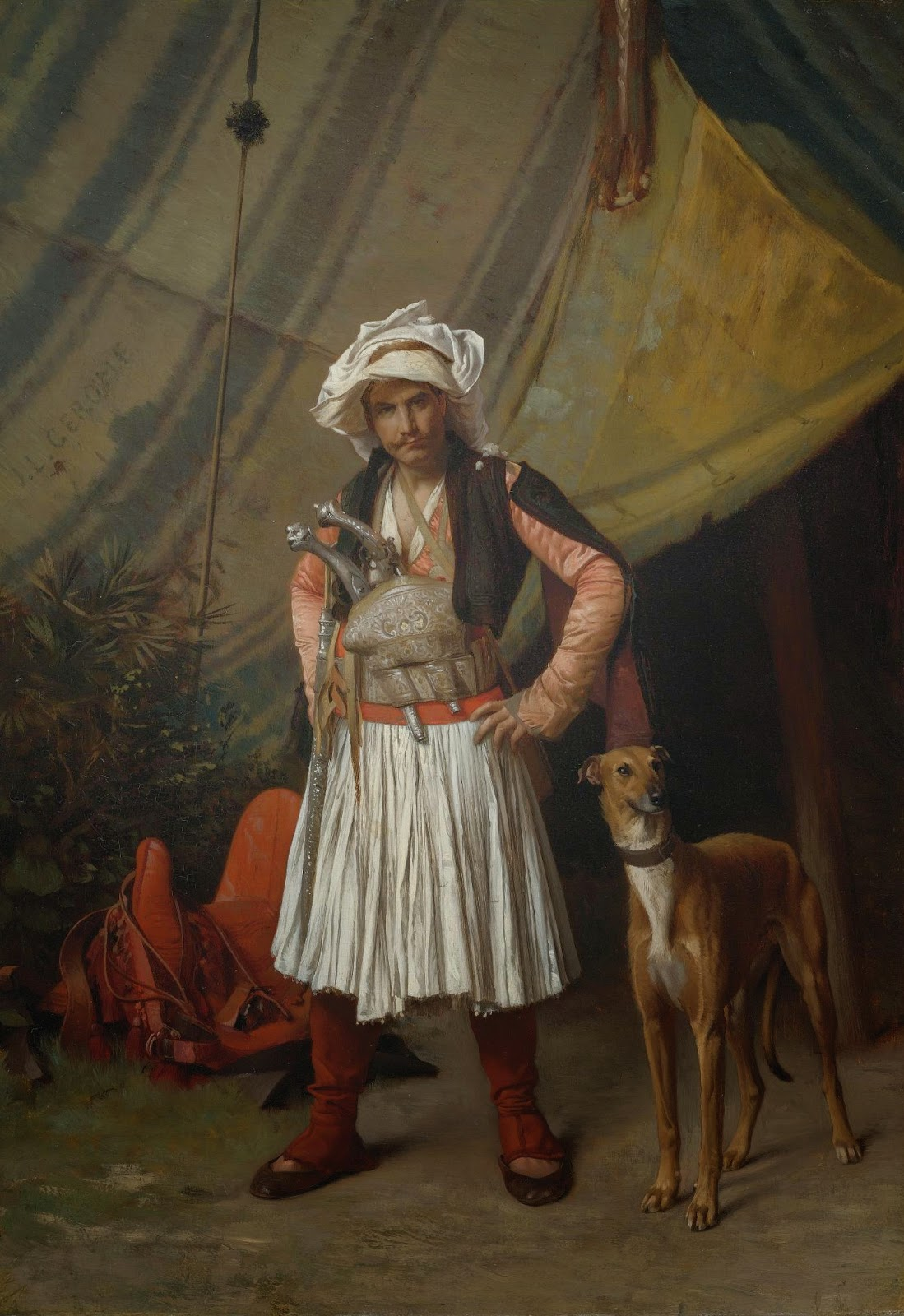
Basi-bozuk con su perro, de 1870.
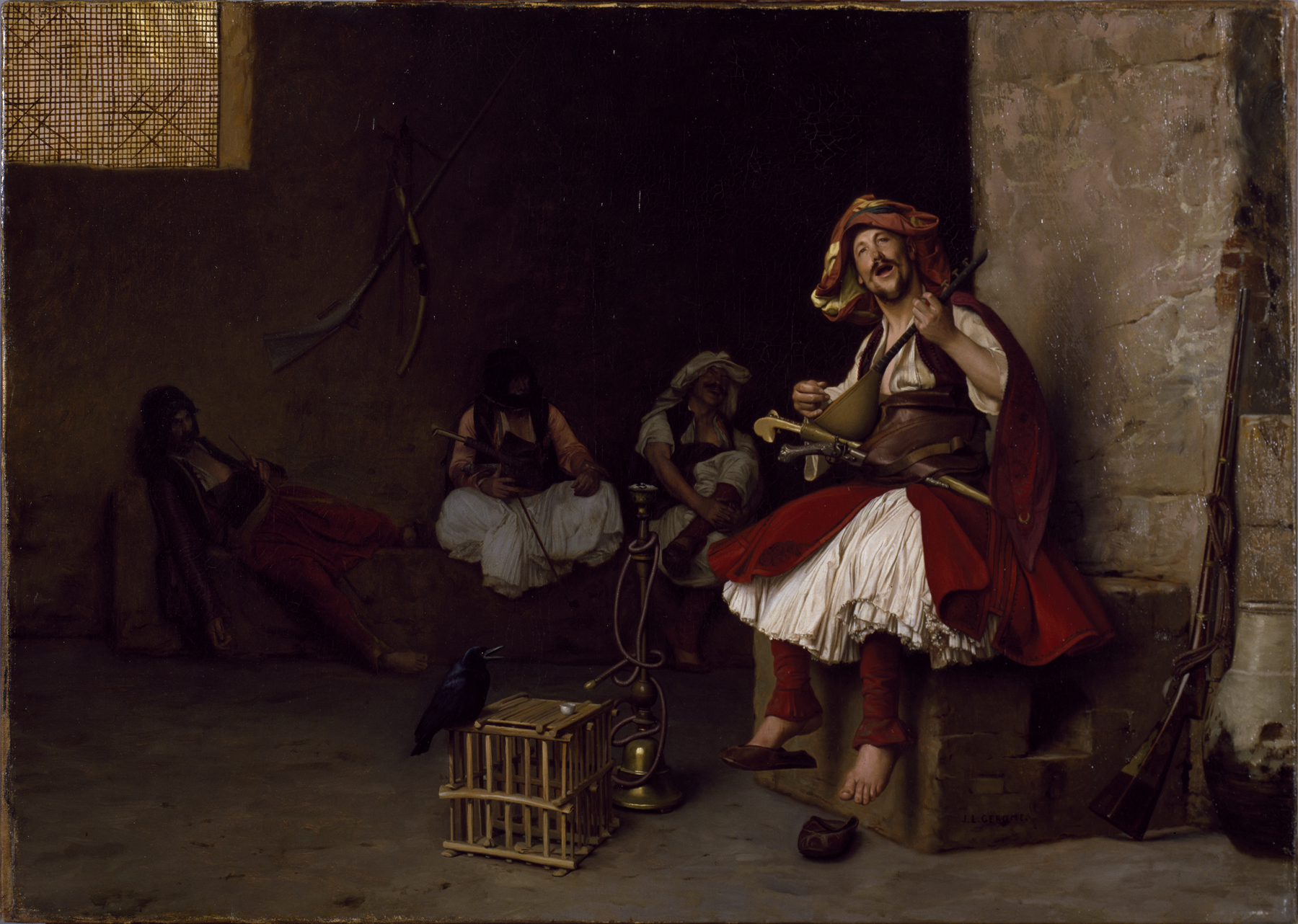
Basi-bozuk cantando, de 1868.
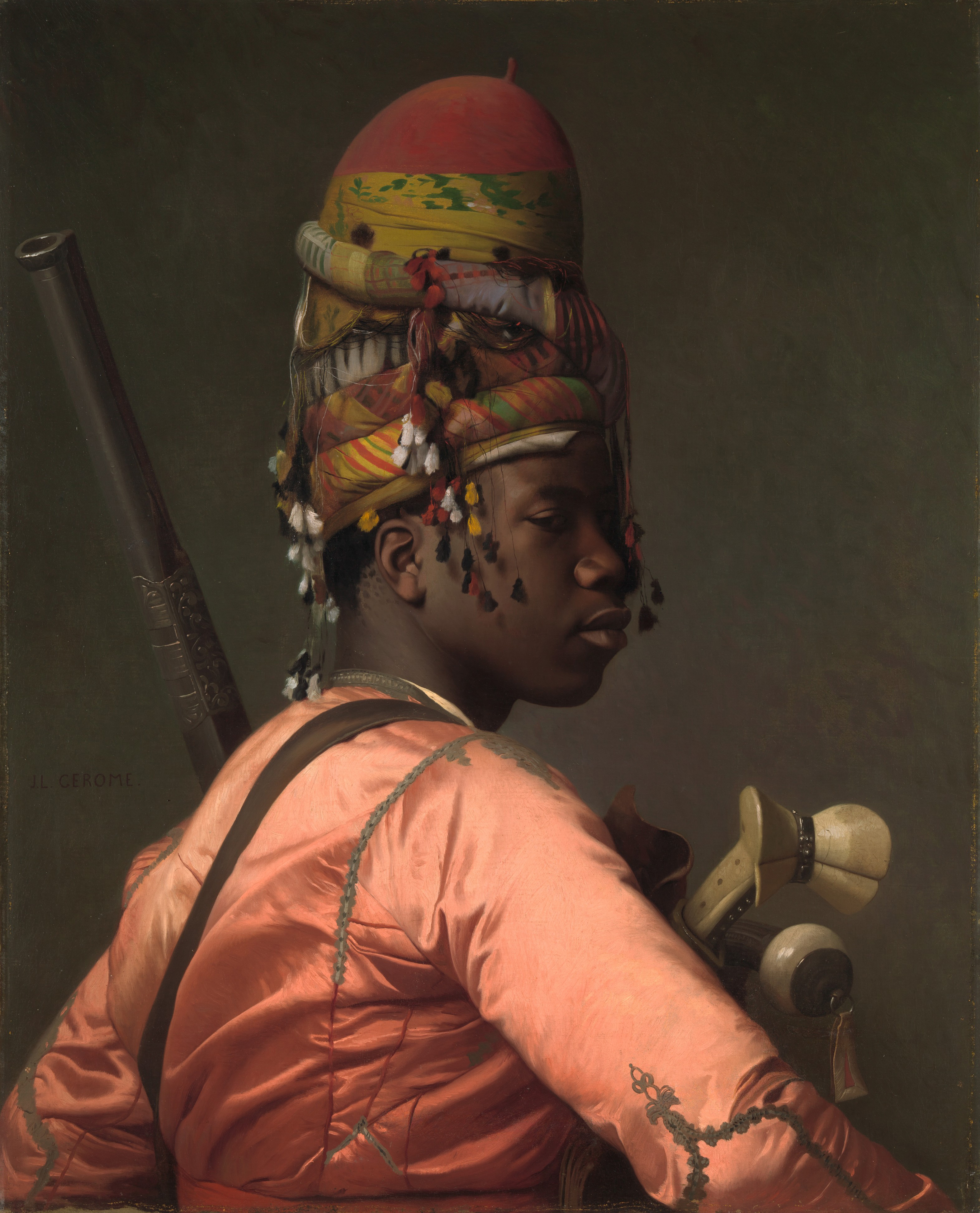
Basi-bozuk, de 1869.
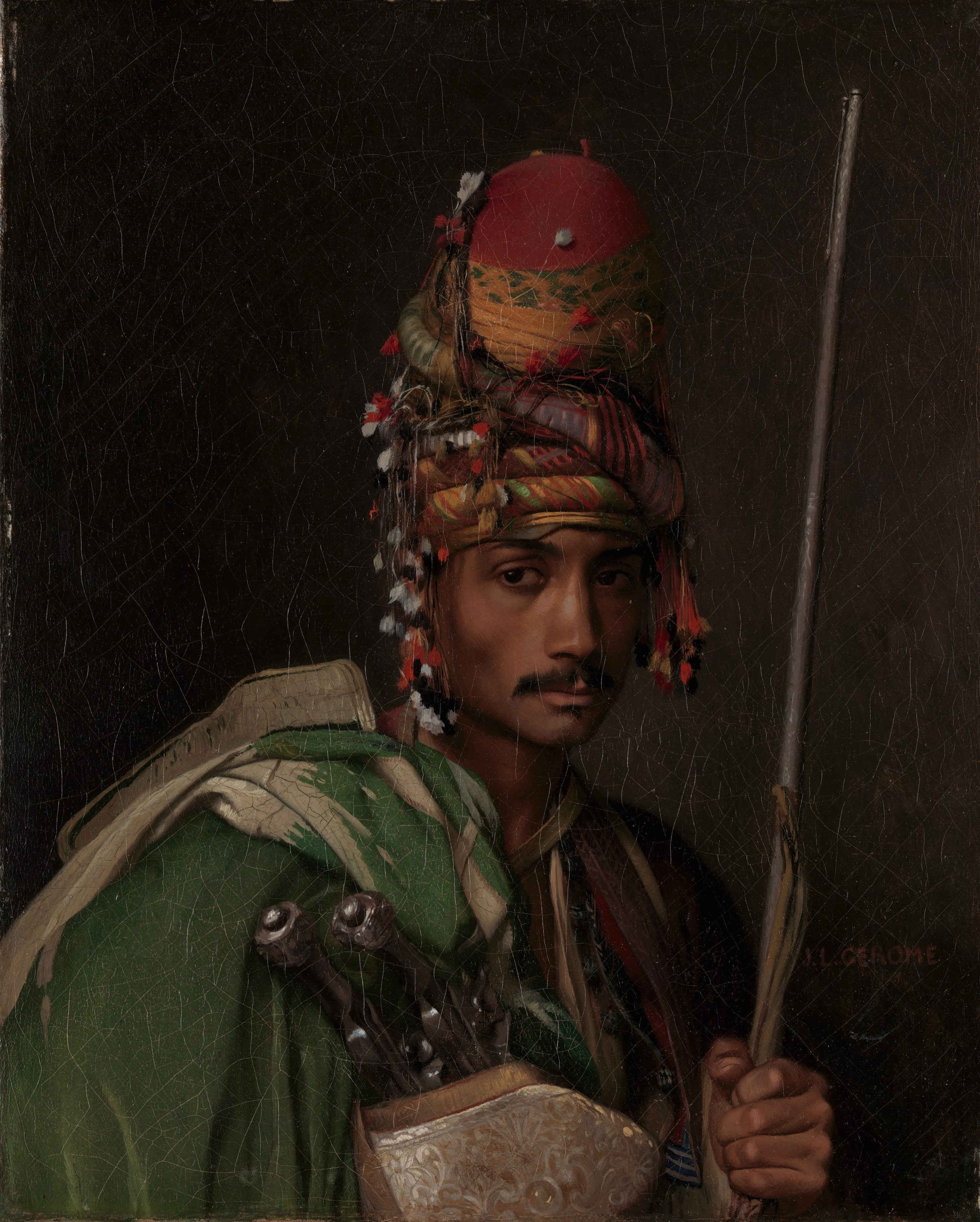
Basi-bozuk, de 1869.
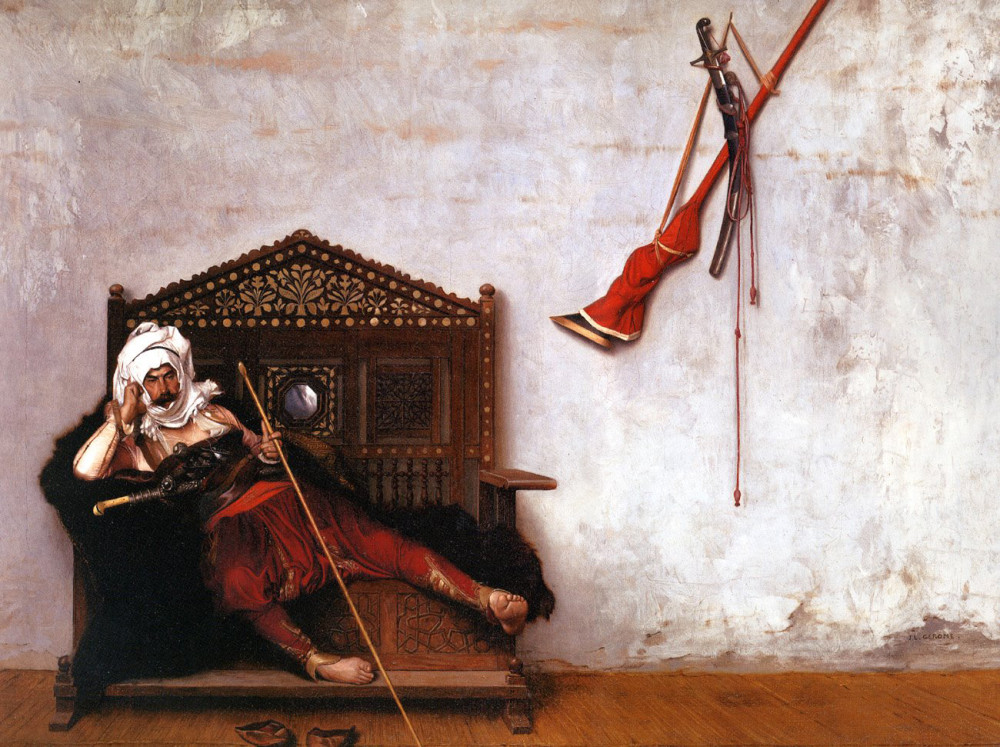
Basi-bozuk arnaoute (albanés cristiano), de 1882.

Hay al menos dos pinturas similares sobre este tema. El 26 de enero de 2011, uno de los cuadros fue subastado por Christie's con un valor estimado de 700 000 dólares, después de haberse vendido en 1980 por 52 500 dólares.